# 东方蠊
东方蠊或黑蠊（學名：Blatta orientalis），是蟑螂的一个龐大的品種。其种加词“orientalis”意为“东方的”。

## 形态
成年东方蠊身体光滑，呈深褐色或黑色，雄性體長18—29 mm（0.71—1.14英寸），雌性體長20—27 mm（0.79—1.06英寸）。乍一看，雌性东方蠊似乎没有翅膀，实际上一对短而无用的翅膀生长在头部下方。相对于雄性，雌蠊身体较宽。雄蠊的翅膀很长覆盖其身体的大部分，呈黑褐色。少数雄蠊能作短距飞行，飞行距离2~3米。
东方蠊原生於克里米亞半島及黑海與裏海沿岸地區，但現時在全球的大都會均可看見其踪影。

## 栖息地
东方蠊的行動速度較其他品種慢。牠們偏好黑暗，潮湿的地方。能在排水管，下水道，潮湿的地下室，灌木丛，落叶下方，等潮湿的地方发现它们。由於氣候關係，在北美洲見於美國的西北部、中西部及南部州份，為常見的家居害蟲之一。近年也分佈於南美洲，澳洲，歐洲等地。

## 适应环境
为了繁殖，蟑螂需要巣穴躲藏。地点多为温暖和相对潮湿处，同时靠近食物与水。东方蠊的最适宜生长温度为20 °C (68 °F) 到 29 °C (84 °F)。为夜行生物。在白天不易发现。

## 外部連結
- Oriental cockroach（页面存档备份，存于） on the UF / IFAS Featured Creatures Web site
- Oriental cockroach egg parasitoid（页面存档备份，存于） on the UF / IFAS  Featured Creatures Web site.
- Oriental Cockroach Fact Sheet（页面存档备份，存于） from the National Pest Management Association with information on habits, habitat and health threats
- Black and white photographs（页面存档备份，存于） of top view of B. orientalis male and female specimens, from Smithsonian Miscellaneous Collections.